# Okręg Céret
Okręg Céret (fr. Arrondissement de Céret) – okręg w południowej Francji. Populacja wynosi 66 600.

## Podział administracyjny
W skład okręgu wchodzą następujące kantony:
- Argelès-sur-Mer,
- Arles-sur-Tech,
- Céret,
- Côte Vermeille,
- Prats-de-Mollo-la-Preste.